# Linepithema cryptobioticum
Linepithema cryptobioticum é uma espécie de formiga do gênero Linepithema.